# Corwin
Corwin je jedním z princů Amberu a vypravěč prvních pěti knih stejnojmenné série od Rogera Zelazneho, zvaných také Corwinovy kroniky.

## Životopis

### Před knihami
Corwin je synem amberského krále Oberona a jeho druhé manželky Faielly. Je prvním legitimním následníkem trůnu Amberu, alespoň podle své vlastní interpretace. Jeho vlastní starší bratr Erik například vypadává, protože v době jeho narození nebyli Oberon a Faiella manželé. K většině svých sourozenců má Corwin komplikovaný vztah, který osciluje mezi láskou (Deirdre), obdivem (Benedikt), kamarádstvím (Random), nedůvěřivostí (Caine) i vyloženou nenávistí (Julián, Erik). Hlavním rivalem je pro něj Erik, který je mu ze všech bratrů nejvíce podobný. Oba jsou velmi ambiciózní a navzájem se považují za překážku toho, aby jeden z nich mohl po otci nastoupit na trůn.
Několik stovek let před dějem knih měl právě s Erikem souboj. Erik ho přitom téměř zabil a z obavy před Oberonovým hněvem ho uklidil do stínu Země – do Anglie za vlády královny Alžběty I. v době černého moru. Corwin mor přežil, ale utrpěl ztrátu paměti. Poté několik stovek let (až do 70. let 20. století) žil na Zemi, převážně jako voják, a marně se snažil dopátrat něčeho o své minulosti.

### Děj knih
Kroniky začínají Corwinovým probuzením se ztrátou paměti v nemocnici na stínu Země. Probudí se v něm paranoia (pro Ambeřana normální stav mysli), uprchne a před rodinnými příslušníky, které po cestě potká, předstírá, že si pamatuje víc než jen drobné útržky. Překvapivě mu to díky paranoie ostatních vyjde a dojede téměř do Amberu. V Rembě, městě které je zrcadlovým odrazem Amberu v moři, projde Vzorem a jeho paměť se mu vrátí. Okamžitě po zjištění, že Oberon je nezvěstný, se rozhodne stát se králem Amberu. To místo ale mezitím obsadil jeho bratr Erik. Při pokusu o uchvácení koruny s bratrem Bleysem je Corwin zajat, oslepen a uvržen do kobky.
Po čtyřech letech se mu díky vrozeným regeneračním schopnostem Ambeřanů vrátí zrak. Prchá a přísahá Erikovi pomstu. Získá pušky se speciální municí, která (na rozdíl od střelného prachu) funguje i v Amberu a vrací se tam, aby zastihl Erika na pokraji smrti uprostřed bitkvy s vojsky Chaosu. Erik umírá a Corwin se prakticky stává dočasným králem Amberu. Vrhá veškerou svou sílu na to, aby odhalil zrádce Amberu a zabránil tak Chaosu v ovládnutí celého univerza. Jako zrádce je nakonec odhalen jeho bratr Brand, ale podaří se mu uprchnout.
Ukáže se, že Corwinův přítel ze stínů Ganelon je ve skutečnosti Oberon, který se maskoval s pomocí své schopnosti měnit podobu. Po odhalení se Oberon ujímá vlády a plánuje protiútok na Chaos. Sám ale obětuje svůj život při opravě Brandem poškozeného Vzoru, jehož zničení by znamenalo zkázu Amberu. Předtím vybírá Corwina jako nového krále Amberu, ten už si ale není úplně jist, zda by byl skutečně vhodným následníkem a trůn odmítá.
Ve vítězné bitvě s Chaosem, později nazvané bitva Vzoropádová, je nakonec zrádce Brand zabit. Na scéně se objevuje Jednorožec, symbol Amberu a Řádu, a určuje jako nového krále Corwinova nejmladšího bratra Randoma, kterému všichni dosud znesváření sourozenci přísahají věrnost.
Corwin po závěrečné bitvě před branami Dvorů Chaosu rekapituluje svůj život. Smířil se se svými bratry i sestrami, přičemž některé najednou vidí v úplně jiném světle než dříve. I jeho vztah k panování se změnil. Po Erikově smrti si uvědomil, že vlastně o trůn nestojí; chtěl ho jen proto, že o něj usiloval on. Teď se hlavně cítí vázán povinností vůči Amberu a své rodině. Je tak dokončena jeho proměna z původně impulzivního a sobeckého muže na opravdového prince Amberu.
Knihy končí Corwinovým prvním setkáním s jeho synem Merlinem. Corwin Merlinovi vypráví co zažil. Z několika zmínek v knihách můžeme vyvozovat, že celý děj prvních pěti knih do posledního písmene je právě přepisem tohoto vyprávění.

## Grayswandir
Grayswandir, také zvaný Šedobřit, je Corwinův meč a bratr Werewindle, Denního meče, patřícího Brandovi. Do čepele obou mečů je zapsána část Vzoru, proto jsou zvlášť účinné proti stvořením Chaosu. Navíc je v nich soustředěná síla Stínů a jejich moc je obrovská. V textu Chodba zrcadel je původ těchto mečů mírně objasněn: byly vyrobeny z hrotenů, artefaktů ve tvaru prstenů (jeden z nich nosí i Merlin), používaných kdysi bohy při tvoření stínů. Do úplného vysvětlení má ovšem tato informace daleko.

## Corwinův Vzor
Během cesty z Amberu do místa konání Vzoropádové bitvy v Chaosu Corwin dospěl k domněnce, že Oberonův pokus o opravu Vzoru selhal. Proto vytvořil vlastní Vzor, aby ho nahradil. Oberon ovšem uspěl a Vzory poté existovaly dva, což mělo velmi komplikovaný vliv na rovnováhu univerza: nový Vzor zvrátil rovnováhu sil mezi Řádem a Chaosem ve prospěch Řádu, ale přitom neposílil stávající Vzor.